# Oleh Protasov
Oleh Valeriovytj Protasov (ukrainska: Олег Валерійович Протасов), född 4 februari 1964 i Dnepropetrovsk, Ukrainska SSR, Sovjetunionen, är en sovjetisk och ukrainsk fotbollsspelare.